# Campionatul de fotbal din Insulele Cook
Campionatul de fotbal din Insulele Cook este o competiție de fotbal din zona OFC.

## Echipele sezonului 2009
- Arorangi FC
- Avatiu FC
- Matavera FC
- Nikao Sokattack FC
- Takuvaine FC
- Titikaveka FC
- Tupapa Maraerenga FC

## Foste campioane ale diviziei secunde
- 1985: Titikaveka FC
- 1986: Titikaveka FC
- 1987-96: nu s-a disputat
- 1997: Air Raro
- 1998/99: Titikaveka FC
- 2000: Takuvaine FC
- 2001-03: campionat necunoscut
- 2004: Takuvaine FC
- 2005: Takuvaine FC
- 2006: Takuvaine FC

## Foste campioane
| - 1971: Titikaveka FC - 1972: Titikaveka FC - 1973: Titikaveka FC - 1974: Titikaveka FC - 1975: Titikaveka FC - 1976: Titikaveka FC - 1977: Titikaveka FC - 1978: Titikaveka FC - 1979: Titikaveka FC - 1980: Avatiu FC - 1981: Titikaveka FC - 1982: Titikaveka FC - 1983: Titikaveka FC - 1984: Titikaveka FC | - 1985: Arorangi FC - 1986: campioană necunoscută - 1987: Arorangi FC - 1988: campioană necunoscută - 1989: campioană necunoscută - 1990: campioană necunoscută - 1991: Avatiu FC - 1992: Tupapa FC - 1993: Tupapa FC - 1994: Avatiu FC - 1995: PTC Coconuts - 1996: Avatiu FC - 1997: Avatiu FC - 1998: Tupapa FC | - 1999: Avatiu FC - 2000: Nikao Sokattack FC - 2001: Tupapa FC - 2002: Tupapa FC - 2003: Tupapa FC - 2004: Nikao Sokattack FC - 2005: Nikao Sokattack FC - 2006: Nikao Sokattack FC - 2007: Tupapa FC - 2008: Nikao Sokattack FC - 2009: Nikao Sokattack FC - 2010: |